# Miguel Ángel Candedo
Miguel Ángel Candedo (nacido el 29 de abril de 1956 en Buenos Aires, Argentina) es un ex-futbolista argentino. Jugaba de centrocampista y su primer club fue Huracán.

## Carrera
Comenzó su carrera en 1970 jugando para Huracán, en donde jugó hasta 1977. Ese año se marchó al CA Atlanta. Jugó para el club hasta 1978. Ese año se marchó al Temperley. Jugó para el club hasta 1981. En 1982 se trasladó a Ecuador para formar parte de las filas del Deportivo Quito. Al año siguiente, es transferido a España, donde jugó en el Hércules CF en donde se retiró en 1985.

## Clubes
| Club            | País      | Año       |
| --------------- | --------- | --------- |
| Huracán         | Argentina | 1970-1977 |
| Atlanta         | Argentina | 1977-1978 |
| Temperley       | Argentina | 1978-1981 |
| Deportivo Quito | Ecuador   | 1982      |
| Hércules CF     | España    | 1983-1985 |